# ベスト・フレンド (映画)
『ベスト・フレンド』（原題: New Best Friend）は、2002年製作のアメリカ合衆国の映画。日本劇場未公開。

## ストーリー
恵まれない境遇ながらも真面目に勉強し、優秀な成績を収めているアリシアは、対照的な境遇で育ったハドリーと出会い、彼女のおかげで刺激的な世界を知る。そして、それはアリシアの心をも変化させていった。

## キャスト
- アリシア：ミア・カーシュナー
- ハドリー：メレディス・モンロー
- シドニー：ドミニク・スウェイン
- アーティ：テイ・ディグス